# Blu-Swing
Blu-Swing（ブルー・スウィング）は、日本の5人組のニュージャズバンドである。

## 略歴
- 2008年にコロムビアミュージックエンターテイメントからアルバム“Revision”でメジャーデビュー。このアルバムは主要店においてクラブチャート1位、Jポップチャート3位を記録。
- 2009年、リミックス、オリジナル作品を集めた作品集 "Bottom Line"をリリース。
- 2010年6月、3枚目となるアルバム"Secret Of Attraction"を、12月にMotion Blue YOKOHAMAで行われたライブを収録したアルバム"Live at Motion Blue YOKOHAMA"をリリース。
- 2012年2月、日本国内にて入手困難となっているデビュー・アルバム“REVISION”に新曲を追加収録したUS盤をリリースし、全米デビューを果たす。 2012年7月25日、前作から4年ぶりとなる待望のオリジナルセカンド・アルバム“Find Your Way”リリース。同年12月12日にはスタジオレコーディングアルバム"1212"をリリース。 日本代表するドラムンベースアーティスト"MAKOTO"や、ロンドン・ロイヤル・オペラハウスのコンサートマスター “ヴァスコ・ヴァッシレフ”の日本公演時にバックバンドを務めるなどジャンルを超えた幅広い活動を行っている。 これまでCOLDFEET, Toutured Soul, Scott Jacobby, Angela Johnson, Soft Lipa, Jilty Soul, CeilingTouchなど国内外問わず多くのアーティストのリミキサーとして参加。 Blue Note NAGOYA, Motion Blue YOKOHAMA, イクスピアリ、ブルースアレイなどの名門Jazzクラブへの出演や、サッポロシティJazzフェスティバルなどの音楽祭に出演。

## メンバー
中村祐介（作曲、編曲、プログラミング, キーボード）
蓮池真治（ベース）
広島県出身。5歳よりピアノを習い始め、15歳でエレキベースを独学で始める。様々なバンドやサポートで経験を積む。20歳でコントラバスを始め、ジャズ界の重鎮、池田芳夫に師事。エレキベース、コントラバスを自在に弾きこなすスタイルで22歳からプロ活動を開始。2004年、MC Shadeらと共に“Shade & [Blu-Swing]”を結成。Blu-Swingの他にも、LAVA、BENNIE Kなどのレコーディングや、Ryohei、Swing-Oなどのライブサポート等で幅広く活躍中。レコーディング参加アーティスト:SHADE、LAVA、Swing-O、Gladston Galliza、TATE & MARKIE、BENNIE K、西野カナ他多数。
田中裕梨（ヴォーカル）
福井県出身。2006年、福井から東京へ拠点を移しライブ活動を開始。同年、Shadeの2ndアルバム「Forward:er」に参加。KDDI auデザインプロジェクト“MEDIA SKIN”レギュラー着信音の制作に参加し、声が音として採用されている。2007年、Blu-Swingへヴォーカリストとして加入し新たな活動をスタート。ほぼ全ての楽曲の作詞を担当。ソロボーカリストとしても多数、ライブ、レコーディングワークやカバーソングCDなどに参加。
小島翔（ギター）
東京都出身。幼少の頃より過ごしたオーストラリア、フィリピン、インドなどでその土地の民謡、民族音楽やロック、ブルース、ジャズなどの影響を受け9歳よりギターを始める。2004年、MC Shadeらと共にSHADE&Blu-Swingを結成し、「devotion」、「Forward:er」、「JAZZYSTER」をリリース。その他LAVA、Gladston Galliza、高橋直純、小野大輔、KinKi Kidsなどのライブ、レコーディングに参加する傍ら、BGM製作、ギター講師など 幅広く活動中。
宮本“ブータン”知聡（ドラム）
埼玉県久喜市出身。昭和音楽大学音楽学部器楽学科弦・管・打楽器コース（打楽器）卒業、同大学院修了。ドラムを猪俣猛、黒田喜之、稲垣貴庸の各氏に師事。現在は、2008年にメジャーデビューを果たしたClub Jazzバンド「BLU-SWING」に所属。同バンドのアルバムは、主要店のクラブ・チャート1位、Jポップ・チャート3位や、iTunesジャズ・チャート1位などを記録し、現在までに多数のリリースを続けている。その他、坂本昌行（ex.V6）、手越祐也、佐々木彩夏（ももいろクローバーZ）、小林幸子、吉田類、堂珍嘉邦（CHEMISTRY）、ワルキューレ（マクロスΔ）、Juice=Juice、タカシ＆シューヤ（超特急）、内博貴、中川晃教、村井良大、立木文彦、辻谷耕史、下野紘、ボブ佐久間、服部克久、「アナザーエデン」公式バンド“ホシノオトシモノ”、「ワイルドアームズ」ボーカルソングコンサート“渡り鳥バンド” など、様々なミュージシャンと共演・サポート・レコーディングを重ねる。また、「逆転裁判6」3rdプロモーション映像にて使用された楽曲や、NHKドラマ「半径５メートル」劇伴、アニメ「グラゼニ」劇伴など、ゲーム・アニメ・TV・CM・ラジオ・映画などのテーマソング・BGMの録音をはじめ、オーケストラ・吹奏楽での演奏など、活動のフィールドは広い。さらに、ミュージカル『ボディガード』（主演／新妻聖子・柚希礼音・May J.・大谷亮平）や、ミュージカル『東京ラブストーリー』（主演／柿澤勇人・濱田龍臣・笹本玲奈・唯月ふうか）、ミュージカル『ジャック・ザ・リッパー』（演出／白井晃、主演／小野賢章・May'n ほか）、ミュージカル『ザ・ボーイ・フロム・オズ』（演出／フィリップ・マッキンリー、主演／坂本昌行）、ミュージカル『ラグタイム』（演出／藤田俊太郎、主演／石丸幹二・井上芳雄・安蘭けい）、ミュージカル『メリリー・ウィー・ロール・アロング』（演出／宮本亜門、主演／小池徹平・柿澤勇人）などでの劇伴に加え、舞台『マクベス』（演出／長塚圭史、主演／堤真一）、『血の婚礼』（演出／蜷川幸雄、主演／窪塚洋介）にて、演奏指導や劇中演奏の演出・録音等を担当するなど、非常にマルチな活動を行う。

## ディスコグラフィー

### シングル
| 発売日        | タイトル                  |
| ------------- | ------------------------- |
| 2019年4月24日 | I am                      |
| 2020年5月20日 | クラゲ                    |
| 2021年2月10日 | Moment cw/Far away        |
| 2021年4月7日  | 悲しい自由                |
| 2022年9月7日  | シグレドキ / ラストシーン |
| 2023年1月11日 | We'll Be Right Back       |
| 2024年2月21日 | Circularity               |
| 2024年5月22日 | Summertime                |

### アルバム
Revision
コロムビアミュージックエンタテインメント 2008年9月
Bottom Line
HEI Global Entertainment,inc2009年10月
Secret Of Attraction
HEI Global Entertainment,inc2010年6月
Revision US Edition
DIAA 2012年2月
Find Your Way
Selective Records 2012年7月
Peace Of Cake ライブ会場限定盤
Selective Records 2012年8月
1212
Selective Records 2012年12月
TRANSIT
DIAA　2013年11月20日
ARRIVAL
DIAA　2014年8月13日
SKY IS THE LIMIT
SILHOETTE RECORDS　2015年4月1日
FLASH
SILHOUETTE RECORDS　2015年8月19日
_2016
Selective Records　2016年8月17日
Spectre
JUNONSAISAI RECORDS　2023年5月24日
Panorama
JUNONSAISAI RECORDS　2024年6月5日

### ベスト・アルバム
BLU-SWING 10th ANNIVERSARY BEST
SPACE SHOWER MUSIC　2019年5月8日

### アルバム(限定版)
Sum
コロムビアミュージックエンタテインメント 2008年8月
1. Childish
2. Sum
3. Envisage
4. Perfect Season
5. Beyond The Time

Inside Your Beats
HEI Global Entertainment,inc2009年10月
1. Cron
2. Horizon
3. Sum(Blu-Swing Reworks)
4. Inside Your Beats
5. Breakout

### アルバム(Shade&Blu-Swing名義)
JAZZYSTER2007年10月
1. FABULOUS
2. SIDE:WALKAZ
3. MIDNIGHT LOUNGE
4. 斬(FEAT.INORI,TEKI-NE)
5. BOSSANAVIA
6. INTERLUDE
7. BLUE VELVET(FEAT.TOMMY)
8. REALIZE(JUST WILL REMIX)
9. MIDNIGHT LOUNGE(YUSUKE AT ESKYM JAZZ REMIX)
10. FABULOUS(RYOW A.K.A. SMOOTH CURRENT REMIX)
11. ACOUSTIC LOVER

### リミックス
Jilty Soul "Traffic Jamz"
コロムビアミュージックエンタテインメント 2008年9月
- La Fiesta (Blu-Swing Remix)

Scott Jacoby "after"
コロムビアミュージックエンタテインメント 2008年8月
- Head On My Pillow (YusukeNakamura Remix)"
- Head On My Pillow (Blu-Swing Remix)"

CeilingTouch"TrustMyselfEP"
M&Y Records 2009年2月
- TrustMyself(Y.Nakamura-Blu-Swing Remix)

### コンピレーション
Sweet&Mellow
EMIミュージック・ジャパン 2008年11月
- SUM

PLAY LOUD
コロムビアミュージックエンタテインメント 2008年11月
- CRON

Nu-Jazz Conference @Tokyo
コロムビアミュージックエンタテインメント 2008年6月
- Fabulous
- Midnight Lounge (Yusuke remix)
- Realize (Just Will remix)

CROSS HOTEL WORLD COVERS Vol.1
Roth Entertainment 2009年9月
- Lovin'you

Memories.... Cafe&Drive Music
HEI Global Entertainment2009年7月
- Breakout

STYLIST
HEI Global Entertainment2009年11月
- Fabulous (Blu-Swing Remix)
- Sum (CeilingTouchRemix)
- TrustMyself | Ceiling Touch (Y.Nakamura-Blu-Swing Remix)
- Shining | JiltySoul (Blu-Swing Remix)

Sound Lagoon
Olio Music2009年6月
- Horizon